# Ansar al-Tawhid
Ansar al-Tawhid (arabe : أنصار التوحيد, Les Défenseurs du Tawhid) est un groupe salafiste djihadiste actif entre 2018 et 2025 lors de la guerre civile syrienne.

## Histoire

### Fondation
Ansar al-Tawhid est fondé le 2 mars 2018 à Sarmin (en), dans le gouvernorat d'Idlib,,. Ses membres seraient d'anciens combattants de Jound al-Aqsa — rebaptisé Liwa al-Aqsa dans les dernières semaines de son existence — capturés par Hayat Tahrir al-Cham pendant les combats de la poche d'Idlib de février 2017, puis relâchés,. Les autres membres d'Ansar al-Tawhid sont issus d'autres formations, comme le Parti islamique du Turkestan ou Hayat Tahrir al-Cham,. Sa création se fait cependant avec l'accord d'Abou Mohammed al-Joulani, le chef de Hayat Tahrir al-Cham.

### Organisation
Au total, Ansar al-Tawhid compte 300  à   350 hommes,. Le premier commandant du groupe est Abou Diyab Sarmin, de son vrai nom Ayman Qadhanoun, un des membres fondateurs de Jound al-Aqsa,. Parmi les autres chefs figurent Abou Muhammad Zour et Khaled Khattab,,,. Le 24 juin 2020, Khaled Khattab aurait été la cible d'une frappe de drone de la coalition arabo-occidentale près de Binnish. Le 28 décembre 2024, soit trois semaines après la chute du régime de Bachar al-Assad, Khaled Khattab est nommé colonel de l'armée arabe syrienne, avec effet au 1er janvier 2025. Le 31 décembre 2024, il est finalement promu général de brigade,.   
Le groupe est surtout actif à Sarmin (en), Neirab et autour du mont Turkmène.

### Affiliations
Le 29 avril 2018, Ansar al-Tawhid s'allie avec Tanzim Hurras ad-Din : les deux groupes forment alors une nouvelle coalition baptisée Nusrat al-Islam,.
En octobre 2018, Ansar al-Tawhid forme une nouvelle alliance avec Tanzim Hurras ad-Din, le Front Ansar Dine et Ansar al-Islam appelée Wa Harid al-Mu'minin, qui rejette l'accord russo-turc de Sotchi établissant une zone démilitarisée à Idlib. Dès octobre, cette coalition commence à mener des attaques contre les troupes du régime syrien.
Mi-juin 2019, Ansar al-Tawhid se joint à la chambre d'opérations Al-Fatah al-Mubin. 
En mai 2020, Ansar al-Tawhid quitte Wa Harid al-Mu'minin et retourne dans le giron d'Al-Fatah al-Mubin. 

### Actions
En tant que faction membre du commandement des opérations militaires, Ansar al-Tawhid participe à l'offensive rebelle de 2024, qui aboutit à la chute du régime de Bachar al-Assad. À cette occasion, plusieurs djihadistes français du groupe Firqat al-Ghouraba d'Omar Omsen combattent dans les rangs d'Ansar al-Tawhid. Ansar al-Tawhid s'illustre particulièrement lors de la bataille de Hama. 

### Dissolution
Le 29 janvier 2025, à l'occasion de la conférence de la victoire de la révolution syrienne (en), Ansar al-Tawhid annonce sa dissolution et son intégration au ministère de la Défense en même temps que plusieurs autres groupes rebelles.

## Logos et drapeaux

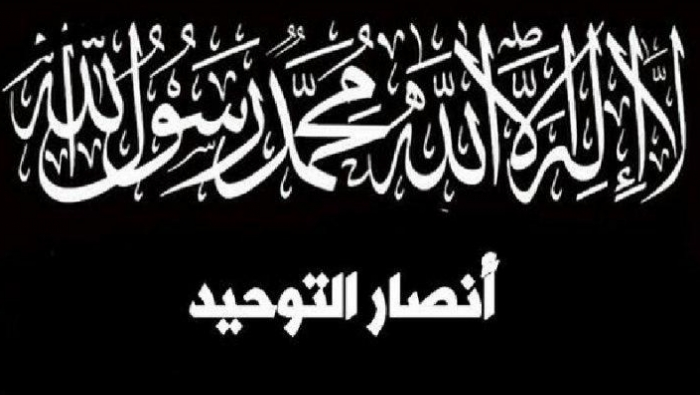
Drapeau d'Ansar al-Tawhid.